# Danionella mirifica
Danionella mirifica är en fiskart som beskrevs av Ralf Britz 2003. Danionella mirifica ingår i släktet Danionella och familjen karpfiskar. IUCN kategoriserar arten globalt som otillräckligt studerad. Inga underarter finns listade i Catalogue of Life.